# Stazione di Matelica
La stazione di Matelica è una stazione ferroviaria posta sulla linea Civitanova Marche-Fabriano. Serve il centro abitato di Matelica.